# フィル・ラッド
フィル・ラッド(Phil Rudd)の名で知られるフィリップ・ヒュー・ノーマン・ラッド(Phillip Hugh Norman Rudd、1954年5月19日 - )は、オーストラリアのドラマー。ロック・バンドAC/DCのドラマーとして、1975年から1983年まで、また、1994年に復帰するも、2015年に後述の不祥事の影響で活動停止する。しかし2018年に再び復帰し、現在もバンドに在籍している。1977年にベースのマーク・エヴァンスがバンドを離れて以降、AC/DCで唯一のオーストラリア生まれのメンバーである。2003年には、他のメンバーとともにロックの殿堂入りを果たしている。

## 経歴
ラッドは、メルボルンのいくつかのバンドで演奏した後、バスター・ブラウン(Buster Brown)というバンドに、後にローズ・タトゥー(Rose Tattoo)のヴォーカルとなるアングリー・アンダーソン(Angry Anderson)と一緒に参加したが、1974年には、ロビー・ロイド(Lobby Loyde)と一緒にカラード・ベルズに参加するため、脱退する。1975年、ラッドは、AC/DCのリズム・セクションのオーディションについて、カラード・ベルズで一緒だったトレヴァー・ヤングから話を聞いた。ラッドは、バスター・ブラウンで一緒だったベースのジョーディー・リーチに声をかけ、オーディションに同行しないかと誘ったが、断られた。ラッドはオーディションに臨み、即座に採用された。フィルの安定したドラミングのスタイルは、1975年から1983年に出された一連のアルバムで大きな効果を挙げた 。AC/DCは、1976年にイギリスへ拠点を移し、国際的なツアーやレコーディングで厳しいスケジュールをこなすようになった。

### AC/DCからの解雇
1980年、ヴォーカルのボン・スコットが急死した。バンドは、新たにブライアン・ジョンソンをヴォーカルに迎え、バンドにとって最高の成功を収めたアルバム『バック・イン・ブラック』を録音した。スコットの死はラッドにとって打撃となり、しばらくはそのままAC/DCに残ったものの、アルバム『征服者』のレコーディング中の1983年に、ラッドはバンドから離脱した。このときラッドは既に自分のパートの録音を終えており、急遽セッション・ドラマーのB・J・ウィルソン(B. J. Wilson)が呼ばれて追加の録音をしたが、結局ウィルソンのドラムは採用されなかった。ラッドに代わって、後にディオのドラマーとなるサイモン・ライトが採用され、アルバムからリリースされるシングル曲のビデオにも出演することになった。
ラッドがバンドから解雇されたのは、ラッド自身の薬物問題や、バンドの創始者でリズム・ギターを担当するマルコム・ヤングとの対立が喧嘩沙汰に至ったことなどが招いた、身から出た錆という部分もあった。AC/DCを解雇されたラッドは、ニュージーランドのタウランガのヘリコプター会社を買収し、同時に引退した。
ラッドがニュージーランドへの定住を決めたのは、有名になり過ぎていたためだった。AC/DCのファンたちは、かつてラッドが住んでいた地区を頻繁に車で走り回り始め、地域の住民たちに接触して、ラッドの所在を探ろうとしていた。
AC/DCを離れていた時期について、後にラッドは「カー・レースをやり、ヘリコプターも操縦したし、農夫になって作物を植えたりしていた。ニュージーランドに住んでいたことは素晴らしかった。きれいで静かで、誰にも邪魔されない」と述べている。一方でラッドは、「しなければいけないということではなく、自分がしたいと思う時に」ドラムの演奏も続けており、自分用のスタジオも建設していた。

### AC/DCへの復帰

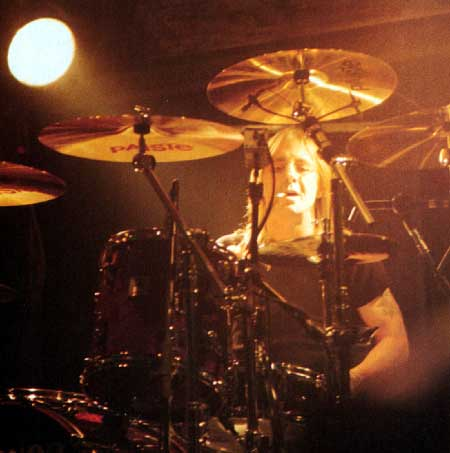
フィル・ラッド、1995年

1991年、AC/DCがレイザーズ・エッジ・ワールド・ツアーの一環でニュージーランド・ツアーを行った時、バンドはラッドに、一緒にジャムをやる気はあるかと連絡した。ラッドはこの申し出を受け、遂には再雇用が決まった。
ラッドのドラミングのスタイルは、ラッドが不在の間にドラムを担当したサイモン・ライトやクリス・スレイド(Chris Slade)と比べても、バンドの他のメンバーのスタイルと最もよく馴染むものだと目されている。このため、クリス・スレイドの後を受けてラッドが復帰したとき、メンバーは皆これを歓迎した。クリス・スレイドは円満にバンドを離れることになった。バンドはスレイドの演奏と技能を讃えたが、同時に、1983年のもめ事以降AC/DCの音楽には欠けているものがあったとも述べた。その後、ラッドは『ボールブレイカー』、『スティッフ・アッパー・リップ』、『悪魔の氷』、『ロック・オア・バスト』とAC/DCの4枚のアルバムに参加し、『悪魔の氷』は、1981年の『悪魔の招待状』以降では最大のヒットとなった。

### 2014年での不祥事
2014年11月6日、覚醒剤・大麻所持の容疑で地元の警察に逮捕され、更には捜査の過程でマネージメント担当のスタッフにしつこく脅迫的な内容のメッセージを送りつけていた容疑（殺人教唆および脅迫罪）も同時に浮上した。
アンガスはこの事態を受けて、逮捕前のレコーディング時から問題を抱えていたことをインタビュー内で打ち明け、「フィルは自分自身で今の状況を招いたんだよ。あいつのことをそういう風に言うのも辛いんだけどさ。彼はドラマーとしても凄い奴だし、俺たちにも色々と尽くしてくれてきているからね。でも、なんだかどうにもならない状態になってるみたいなんだよな。今のあいつは俺たちの知ってる頃とはずいぶん変わっちまった」とフィルの不祥事に対して遺憾の意を露わにし、「そういう領域に入るとすごく難しいんだよね。正確にはどういうことになってるのか俺だってわからないし。ただ、俺に言えるのは、バンドという見方で考えると、あいつはちょっといったん身辺を整理しなきゃならないってことかな」と発言して代役を立てる可能性も示唆したが、バンド側におけるフィルの今後に関して明確なコメントを出さなかった。なお、フィル本人は取り調べには素直に受け答えをしており、マネージメント側のプロモーションが上手く行かなかった腹いせでやったことを認めているという。
その後、ワールドツアーの代役として、フィルの脱退時に加入していたクリスがバンドのツアーに同行することが発表されたものの、この時点ではまだフィルの今後に関するバンドからの正式な発表はなされていなかったが、同年4月末付で、バンドの公式ページからフィルの名前が削除された。
ツアー不参加の発表から数ヶ月後の同年7月9日、8ヶ月の自宅拘禁の判決が下されたが、フィルは結局この取り決めを守らず、自宅に娼婦を呼び寄せ、飲酒していた容疑で7月18日に再び逮捕された。

### 再びAC/DCに復帰
2018年夏、2016年に「ロック・オア・バスト ワールドツアー」が終了してから活動を休止していたAC/DCが、ニューアルバム『パワーアップ』をレコーディングするにあたり、聴力問題を抱えていたブライアン・ジョンソン、引退を表明していたクリフ・ウィリアムズと共にバンドに復帰した。

## 使用機材
ラッドは、ソナー(Sonor)のドラム、パイステのシンバル、エバンスのドラムヘッド、イーストンアヘッドのドラムスティックを使用している。詳細については英語版(Phil Rudd)を参照。